# جون هال (قس)
جون هال (بالإنجليزية: John Hall)‏ هو قس أمريكي، ولد في 1829، وتوفي في 1898 في Bangor, County Down ‏ في المملكة المتحدة.